# Kate Warne
Kate Warne (c. 1833 - 28 de enero de 1868) fue una oficial de la ley estadounidense, conocida principalmente por ser la primera detective femenina en los Estados Unidos, trabajando para la Agencia Nacional de Detectives Pinkerton. También jugó un papel en descubrir el complot de Baltimore de 1861 contra el presidente electo Abraham Lincoln, reclutó agentes femeninas para la Agencia Pinkerton y realizó trabajos de inteligencia para la Unión durante la Guerra de Secesión.

## Trayectoria
Pre-Guerra Civil Primeros trabajos como detective: 1856–1861
Se sabe muy poco sobre Kate Warne antes de su trabajo con Allan Pinkerton, excepto que nació en Erin, Condado de Chemung, Nueva York y que era viuda a los 23 años. Un obituario tras su muerte describió a sus padres como "personas honestas e industriosas" y afirmó que eran pobres, lo que llevó a Warne a asumir muchas de las tareas del hogar. Pinkerton, en su libro The Spy of the Rebellion (1883), la describió como una persona dominante, con "rasgos definidos y expresivos" y la llamó una "mujer delgada, de cabello castaño, graciosa en sus movimientos y dueña de sí misma". Agregó que sus rasgos, "aunque no podrían llamarse hermosos, eran decididamente intelectuales" y dijo que su rostro era "honesto".
En 1856, a los 23 años, Warne entró en la Agencia de Detectives Pinkerton en respuesta a un anuncio en un periódico local y solicitó un trabajo como detective. Al principio, Pinkerton dudaba en contratarla. Sin embargo, Warne lo convenció de que sus habilidades encubiertas serían útiles. Los registros de la compañía Pinkerton reportaron que Pinkerton declaró "¡No es costumbre emplear mujeres detectives!" y señalaron que Warne argumentó su punto de vista, agregando que "las mujeres tienen un ojo para los detalles y son excelentes observadoras".
Los argumentos de Warne convencieron a Pinkerton, quien la empleó como su primera detective femenina. Pinkerton pronto tuvo la oportunidad de poner a prueba a Warne. En 1858, Warne participó en el caso de los desfalcos de la Compañía Adams Express, donde logró ganarse la confianza de la esposa del principal sospechoso, el Sr. Maroney. Así adquirió pruebas valiosas que llevaron a la condena del esposo. El Sr. Maroney era un repartidor de mensajería que vivía en Montgomery, Alabama. Los Maroney robaron $50,000 de la Compañía Adams Express. Con la ayuda de Warne, se recuperaron $39,515. El Sr. Maroney fue condenado y sentenciado a diez años en Montgomery, Alabama. En 1860, Allan Pinkerton puso a Warne a cargo de su nueva Oficina de Detectives Femeninas, que tenía su sede en Chicago, Illinois. Para la Oficina, reclutó mujeres como Elizabeth H. Baker y Hattie Lawton para ser agentes.
El Complot de Baltimore
En 1861, Allan Pinkerton fue contratado por Samuel H. Felton, presidente del Ferrocarril de Filadelfia, Wilmington y Baltimore, para investigar la actividad secesionista y las amenazas de daños al ferrocarril en Maryland. Pinkerton comenzó a colocar agentes en varios puntos de Maryland para investigar esta posible actividad. A medida que avanzaba la investigación, Pinkerton se dio cuenta de que la actividad en Maryland no solo terminaba con el ferrocarril; también incluía al presidente electo, Abraham Lincoln. Pinkerton recibió permiso para continuar su investigación y centrarse en el posible complot de asesinato. Warne fue una de los cinco agentes enviados a Baltimore, Maryland, el 3 de febrero de 1861, para investigar el centro de actividad secesionista.
Durante la investigación, las pruebas revelaron un complot para asesinar a Lincoln en su camino a la toma de posesión. Bajo los alias de Sra. Cherry y Sra. M. Barley (M.B.), Warne siguió los movimientos sospechosos entre los secesionistas de Baltimore. Fue en parte a través de su trabajo encubierto bajo la apariencia de una adinerada dama sureña visitando Baltimore "con un fuerte acento sureño", lo que le permitió infiltrarse en reuniones sociales secesionistas en el área de Baltimore. Esto incluyó el elegante Hotel Barnum, también conocido como Hotel de la Ciudad de Barnum, lo que le permitió verificar un complot para asesinar a Lincoln y desarrollar detalles de cómo ocurriría el asesinato. Pinkerton tenía agentes en todo Maryland, pero fue Warne específicamente quien suministró muchos de los detalles clave que llevaron a Pinkerton a creer que el complot era inminente. Warne se había hecho amiga de secesionistas en Maryland y recopiló muchos detalles sobre el complot para asesinar a Lincoln.
El presidente electo, Abraham Lincoln, viajaba desde su hogar en Springfield, Illinois, hasta la capital mediante un recorrido en tren que se detendría en ciudades notables en el camino. Su programa publicado mostraba que el último tramo del viaje de Lincoln era de Harrisburg, Pensilvania, a Washington D. C. Debido a la configuración del sistema ferroviario, todos los trenes hacia el sur requerían un transbordo en Baltimore. Las vías de los puntos del norte terminaban en la calle Calvert y las vías que se dirigían al sur comenzaban en la calle Camden (actualmente, la estación Camden Yards). La distancia entre estas dos estaciones era de aproximadamente un kilómetro y medio en carruaje. Se decía que el complot secesionista consistía en que cuando Lincoln pasara por una parte de la estación de Calvert St., se produciría una pelea, lo que resultaría en que los policías se apresurarían a salir, dejando a Lincoln "totalmente desprotegido y a merced de una multitud de secesionistas" que luego lo rodearían. Se alegaba además que se había fletado un pequeño barco de vapor, que se encontraba en un río cercano, en el cual los asesinos huirían y viajarían inmediatamente al estado de Virginia.
Después de ver cómo se armaban las piezas del complot, Pinkerton dirigió a Kate Warne para que tomara el tren de las 5:10 de la tarde a la ciudad de Nueva York la mañana del 18 de febrero. Una vez allí, debía organizar una reunión con Norman B. Judd y entregarle una carta de Pinkerton que detallaba los detalles conocidos del intento de asesinato. Después de recibir los detalles del Complot de Baltimore de Warne, Judd organizó una reunión entre él mismo, Pinkerton y Lincoln el 21 de febrero. En esta reunión, Lincoln dudaba de la existencia de un complot de asesinato o de que, si existía tal complot, debiera tomarse en serio.
Sin embargo, una segunda fuente independiente confirmó el complot a través de Frederick W. Seward, hijo de William H. Seward (el secretario de estado designado). A partir de este momento, Lincoln aceptó que el complot de asesinato era lo suficientemente plausible como para tomar medidas. Lincoln decidió evitar riesgos innecesarios; sin embargo, se negó a cancelar ninguno de sus planes programados en Harrisburg. Su agenda incluía: dar tres discursos, izar la bandera estadounidense en Independence Hall y asistir a una cena de alto perfil.
En consecuencia, se hicieron los arreglos necesarios que permitieron a Lincoln cumplir con sus deberes programados en Harrisburg. No fue sino hasta las 5:45 de la madrugada que hubo alguna desviación de su horario. John George Nicolay, el secretario privado de Lincoln, interrumpió la cena para excusar al presidente electo. Lincoln entonces se cambió a un traje de viaje y un sombrero de fieltro suave. Llevaba un chal sobre un brazo para representar el papel de un inválido. Mientras tanto, Pinkerton interrumpió las líneas telegráficas para evitar cualquier conocimiento de la desviación en el horario de Lincoln. En la estación, Warne entró en el coche dormitorio por la parte trasera junto con Pinkerton, Ward Hill Lamon y un Lincoln aún disfrazado. Saludó a Lincoln en voz alta como lo haría con un verdadero hermano.
Desde Harrisburg, Abraham Lincoln viajó a Filadelfia en un tren especial de la Pennsylvania Railroad. Desde Filadelfia, se dirigió a Baltimore en un tren especial de la Philadelphia, Wilmington, and Baltimore Railroad la noche del 22 al 23 de febrero. Se dice que Kate Warne no durmió ni pegó ojo en el viaje nocturno de Pensilvania a Washington D. C. Los disfraces proporcionados por Warne esa noche permitieron que Lincoln pasara por Baltimore sin ser reconocido y tomara asiento en la Casa Blanca. Se cree que Pinkerton creó el lema de su agencia "nunca dormimos" como resultado de la vigilancia de Warne sobre Lincoln esa noche. Warne fue clave en el frustrado complot de asesinato en Baltimore.

## Muerte y legado

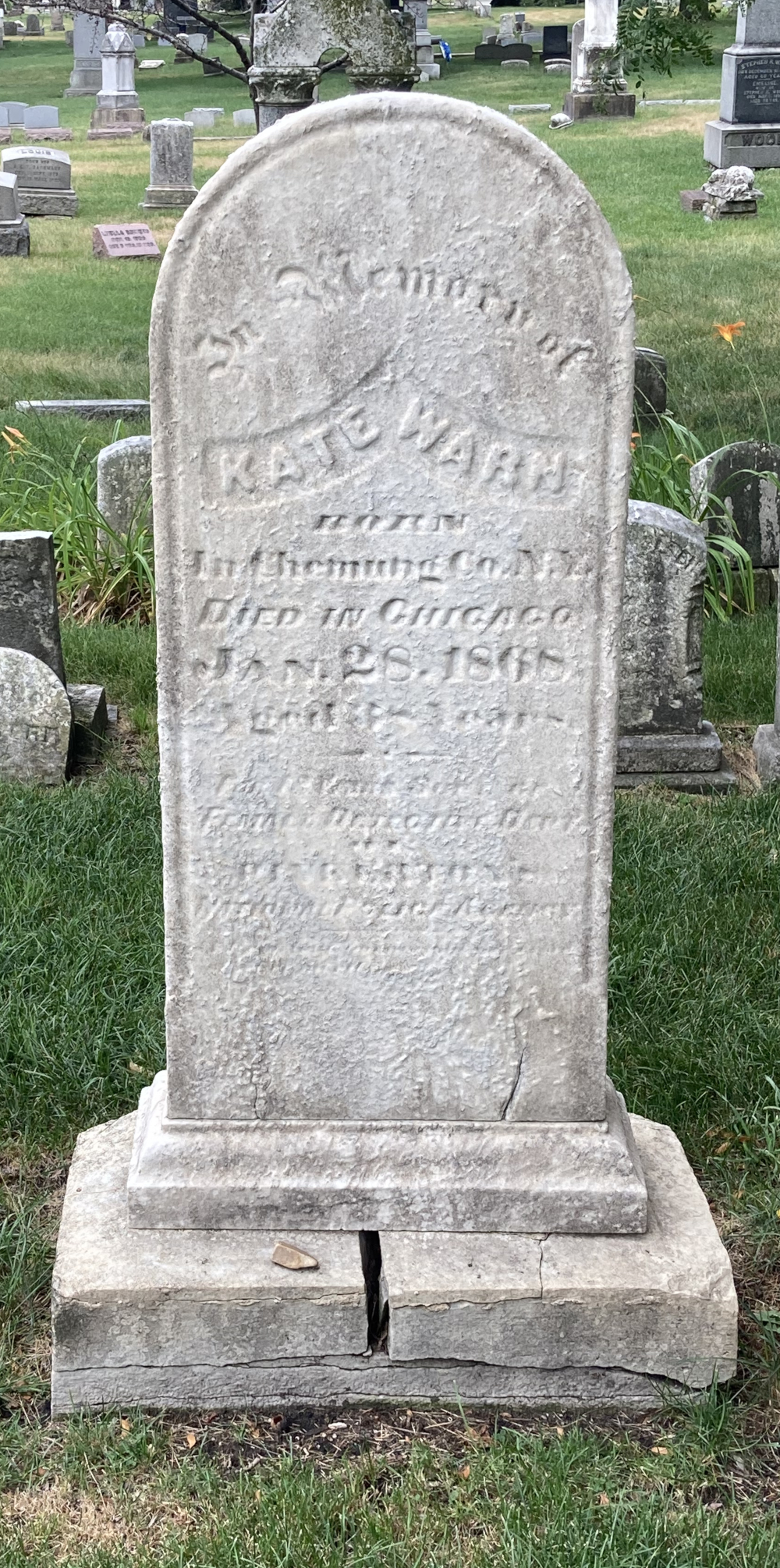
La tumba de Warne en el cementerio de Graceland

Warne fue enterrada, el 28 de enero de 1868, en el terreno de la familia Pinkerton en el cementerio Graceland de Chicago. Su lápida está marcada bajo el apellido mal escrito de "Warn", y afirma que murió de "congestión pulmonar". Se dijo que murió de neumonía y se estimó que tenía 35 años cuando murió.
Pinkerton quería que el lugar de su entierro no se alterara, por lo que se encargó del asunto en su testamento. El terreno de entierro de Warne nunca pudo venderse. Un obituario en el Democratic Enquirer de McArthur, Ohio, el 19 de marzo de 1868, la describió como "una mujer marcada entre su sexo" que tenía "un gran poder mental" y era "una excelente jueza de carácter" y la llamó la "mejor detective" en Estados Unidos, si no en el mundo." La agencia de detectives Pinkerton declaró más tarde que ella era "una fuente de inspiración" en la historia de la agencia, y afirmó que la agencia continuó llevando su legado con las detectives que trabajaban en la agencia. Otros han llamado a Warne una pionera para aquellas mujeres que sirvieron como protectoras del presidente de los Estados Unidos y en el Servicio Secreto de los Estados Unidos.